# Sävedals landsfiskalsdistrikt
Sävedals landsfiskalsdistrikt var 1918–1964 ett landsfiskalsdistrikt i Göteborgs och Bohus län, bildat när Sveriges indelning i landsfiskalsdistrikt trädde i kraft den 1 januari 1918, enligt beslut den 7 september 1917. Den 1 januari 1965 avskaffades i Sverige samtliga landsfiskaler och landsfiskalsdistrikt, och deras arbetsuppgifter delades upp på de nyskapade indelningarna polisdistrikt, åklagardistrikt och kronofogdedistrikt.
Landsfiskalsdistriktet låg under länsstyrelsen i Göteborgs och Bohus län.

## Ingående områden
När Sveriges nya indelning i landsfiskalsdistrikt trädde i kraft den 1 januari 1952 (enligt kungörelsen 1 juni 1951) ändrades distriktets indelning genom kommunreformen 1952 men omfattningen ändrades inte.

### Från 1918
Askims härad
- Råda landskommun

Sävedals härad:
- Härryda landskommun
- Landvetters landskommun
- Partille landskommun

### Från 1 januari 1952
- Landvetters landskommun
- Partille landskommun
- Råda landskommun